# Jeníkovice, Hradec Králové
Jeníkovice là một làng thuộc huyện Hradec Králové, vùng Královéhradecký, Cộng hòa Séc.